# Beija-flor-de-marico
Beija-flor-do-marico ou nectarínia-do-marico (Cinnyris mariquensis) é uma espécie de ave da família Nectariniidae.
Pode ser encontrada nos seguintes países: Angola, Botswana, Burundi, Eritreia, Etiópia, Quénia, Moçambique, Namíbia, Ruanda, Somália, África do Sul, Sudão, Essuatíni, Tanzânia, Uganda, Zâmbia e Zimbabwe.